# Claudio Bonati
Pour les articles homonymes, voir Bonati.
Claudio Bonati est un joueur de volley-ball italien né le 7 juin 1971 à Peschiera del Garda. Il mesure 1,99 m et jouait réceptionneur-attaquant. Il totalise 29 sélections en équipe nationale d'Italie.

## Clubs
| Club     | Pays   | De        | À         |
| -------- | ------ | --------- | --------- |
| Padoue   | Italie | 1989-1990 | 1989-1990 |
| Valdagno | Italie | 1990-1991 | 1993-1994 |
| Bologne  | Italie | 1994-1995 | 1996-1997 |
| Rome     | Italie | 1997-1998 | 1997-1998 |
| Ferrare  | Italie | 1998-1999 | 1998-1999 |
| Milan    | Italie | 1999-2000 | 2001-2002 |
| Crema    | Italie | 2002-2003 | 2002-2003 |
| Molfetta | Italie | 2003-2004 | 2003-2004 |

## Palmarès
- Ligue mondiale : 1995, 1997